# Bajo el Sol
«Bajo el Sol» es el segundo y último sencillo publicado por Sergio Rivero para la promoción de su segundo disco "Contigo".

## Sencillo
El sencillo fue publicado el 23 de abril de 2007, seis meses después de publicar el primer sencillo de "Contigo", titulado con el mismo nombre. El sencillo debutó en la posición #184 en las listas de ventas españolas, debido a la nula promoción por parte de Valemusic y del propio cantante, que no ha intervenido en programas de televisión o de radio para promocionar el sencillo.
Debido a esto, este nuevo fracaso significa el punto final para la promoción de "Contigo", disco del que vendió unas 40 000 copias en España, después de haber vendido casi el triple en su primer trabajo. El sencillo ha vendido menos de 400 copias en total.

## Lista de canciones
CD 1
1. «Bajo el Sol»
2. «Mi hogar»

## Posiciones en las listas
| Singles Chart (2006)  | Posición más alta |
| --------------------- | ----------------- |
| Cadena 100            | 93                |
| Spanish Singles Chart | 184               |

## Trayectoria en las listas
| Posición | 184 | Out |

- Datos: Q5716873